# Cucoana Chirița (film)
Cucoana Chirița este un film românesc din 1987 regizat de Mircea Drăgan. Rolurile principale au fost interpretate de actorii Draga Olteanu-Matei, Dem Rădulescu și Ileana Stana Ionescu.

## Distribuție
Distribuția filmului este alcătuită din:
- Draga Olteanu-Matei — Coana Chirița
- Dem Rădulescu — ispravnicul Grigorie Bârzoi, soțul Chiriței
- Ileana Stana Ionescu — Bălașa Cârcei, sora lui Bârzoi
- Ștefan Tapalagă — Charles („monsiu Șarl”), profesor francez
- Cezara Dafinescu — Calipsița, fata Chiriței
- Bianca Ionescu — Aristița, fata Chiriței
- Cornel Constantiniu — căminarul Acachie Cociurlă
- Dorin Anastasiu — paharnicul Lampadie Brustur
- Rodica Popescu Bitănescu — slujnica Rafira
- Dionisie Vitcu — surugiul Ion, logofăt isprăvnicesc
- Monica Rusu — Luluța, fată orfană, fiica Afinoaiei
- Adrian Păduraru — Leonaș, tânăr ieșean, logodnicul Luluței
- Jean Constantin — bucătarul Barabulă
- Iurie Darie — boierul chefliu care pretinde că este directorul Despărțământului
- Teofil Vâlcu — boierul Sandu Napoilă
- Marian Hudac — boier
- Adriana Șchiopu — camerista Chiva
- Lică Gherghilescu — Guliță, fiul Chiriței
- Emilia Porojan
- Dumitru Rucăreanu — boier chefliu
- Cornel Vulpe — slugerul Vasile Gângu, sameșul de la Focșani
- Dan Damian — boier
- George Ulmeni
- Alexandru Lazăr
- Mihai Marta
- Ioan Pascu — țăran jălbaș
- Dumitru Anghel
- Constantin Vurtejan
- Constantin Rogin
- Florin F. Piersic
- Mirela Ivan
- Nicolae Dide

## Primire
Filmul a fost vizionat de 2.420.664 de persoane în cinematografele din România, după cum atestă o situație a numărului de spectatori înregistrat de filmele românești de la data premierei și până la data de 31 decembrie 2014 alcătuită de Centrul Național al Cinematografiei.